# Il mondo esplode tranne noi
Il mondo esplode tranne noi è un singolo del gruppo musicale italiano Dear Jack, pubblicato l'11 febbraio 2015 come primo estratto dal secondo album in studio Domani è un altro film (seconda parte).

## Descrizione
Composto da Piero Romitelli e da Davide Simonetta, il brano è stato presentato dal gruppo in occasione della loro partecipazione alla 65ª edizione del Festival di Sanremo, classificandosi al settimo posto.

## Classifiche
| Classifica (2015) | Posizione massima |
| ----------------- | ----------------- |
| Italia            | 96                |